# Miasmateorin

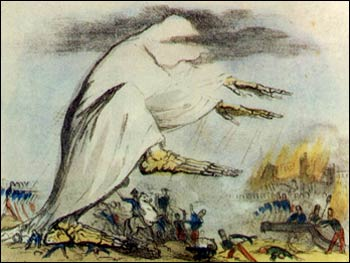
Bild från 1800-talet som visar hur koleran sprider sig genom utdunstningar från marken.

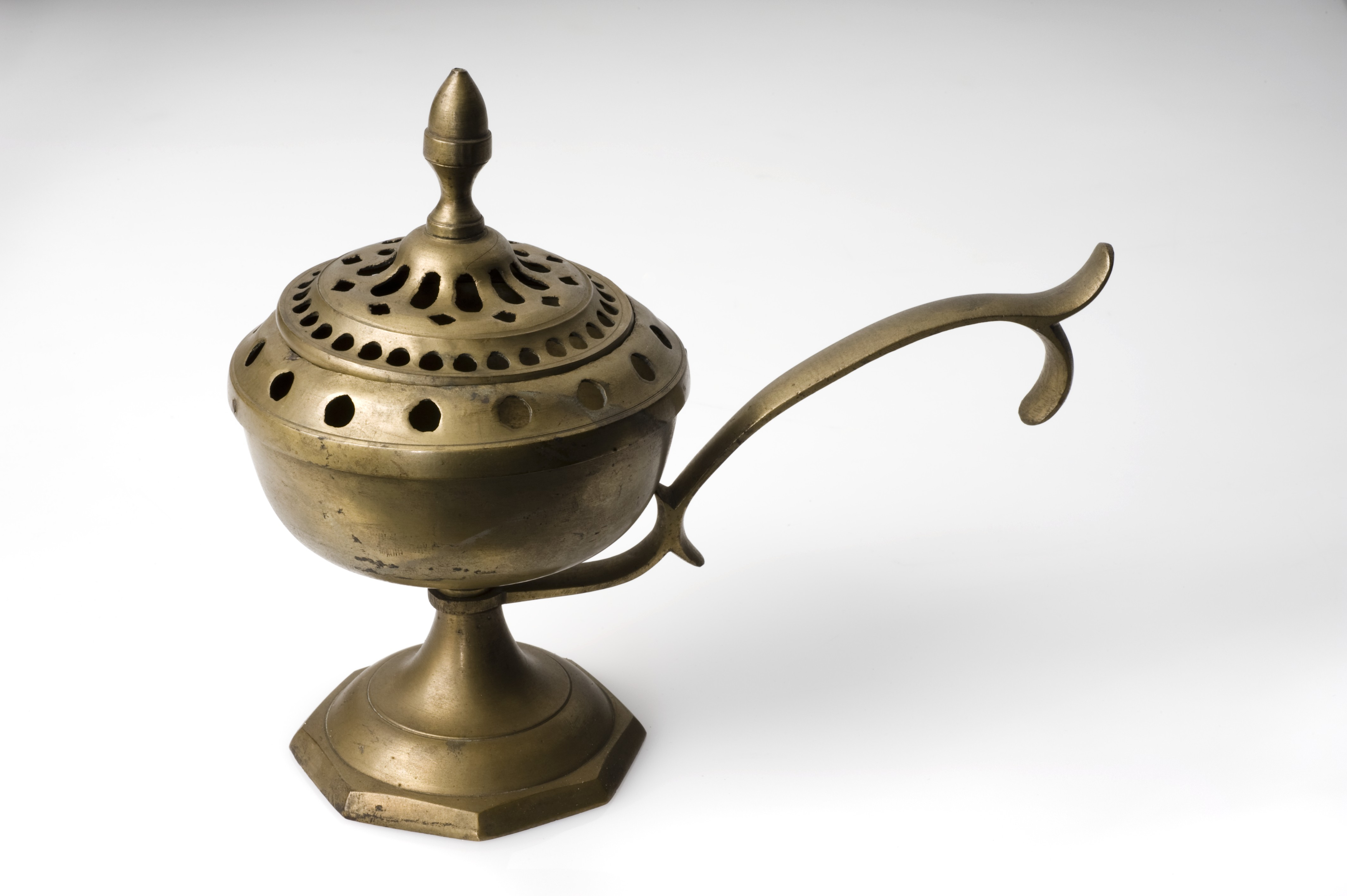
Rökapparat av mässing, i vilken brändes sött och starkt luktande örter för att dämpa den sjukdomsspridande dåliga luften. (Spanien, ca. 1801–1900)

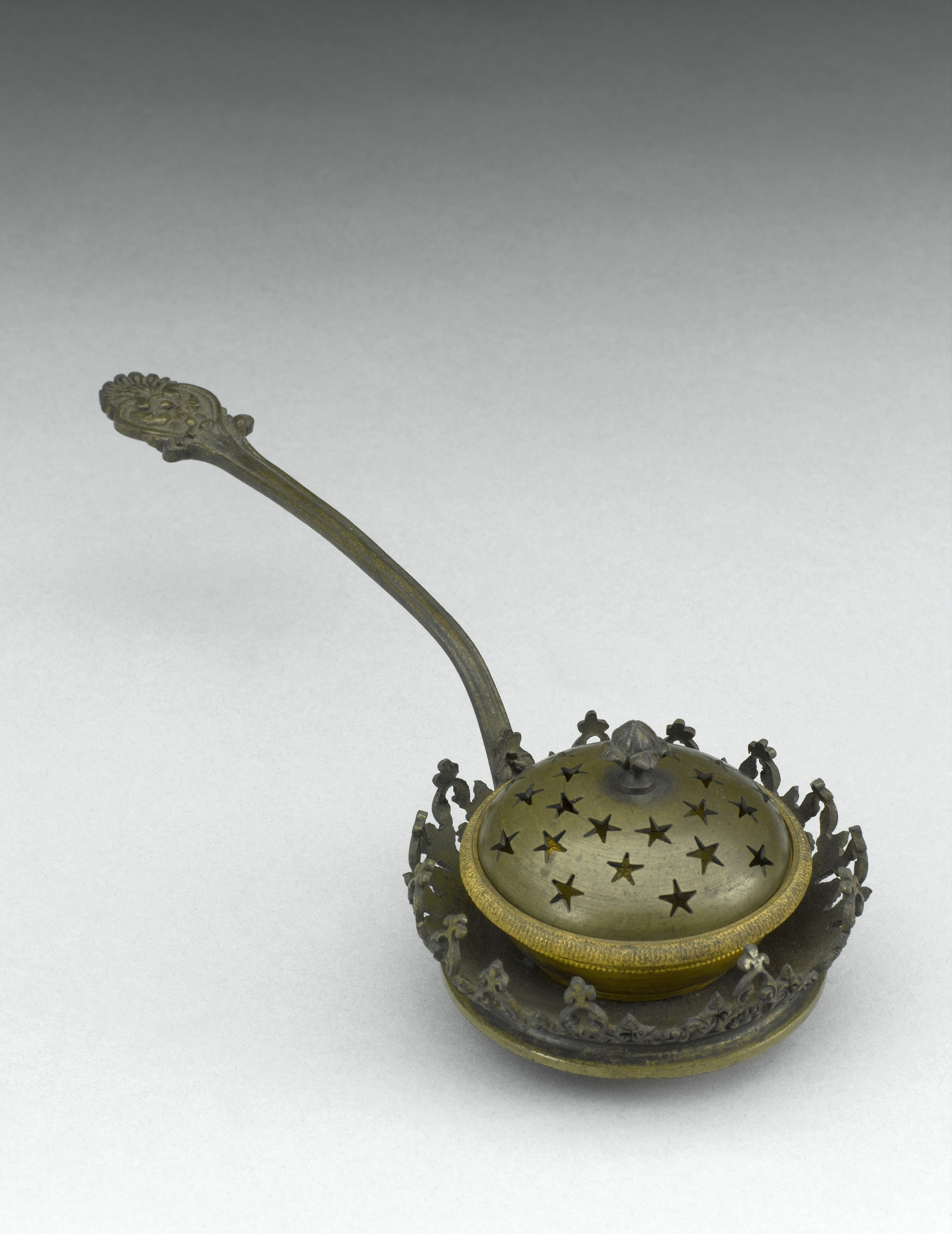
Rökapparat av mässing (Frankrike, ca. 1741–1850)

Miasma (klassisk grekiska: μίασμα míasma, "besudling", "förorening") och teorin om dålig luft som orsak till olika sjukdomar kan i den västerländska kulturen härledas till Hippokrates och Galenos. Liknande teorier uppstod också i Indien och Kina. Själva beteckningen miasma fick sin spridning under senare delen av 1600-talet och den italienske epidemiologen Giovanni Maria Lancisi har föreslagits varit upphov till begreppet. Namnet på sjukdomen malaria (italienska för "dålig luft") är en språklig rest av denna föreställning.
Under medeltidens pestepidemier och långt in på 1800-talet var miasmateorin accepterad bland både allmänhet och läkare. Man försökte därför skydda sig genom att rena luften med rökning av sjukrum och tillhörigheter och läkarna bar ofta kåpor med fågelnäbbsliknande "gasmask" där inandningsluften filtrerades.
Det fanns emellertid perioder då miasmateorin trängdes tillbaka för en tid, då man förstod att vissa sjukdomar var smittsamma. Under den fruktansvärda syfilisepidemin på 1500-talet som drabbade den europeiska befolkningen efter européernas upptäckt av Amerika, stod det klart för de flesta att smitta (kontagion) kunde överföras från sjuk till frisk individ och endast de frommaste, åtminstone inom det andliga ståndet, trodde att smittan (miasma) for genom luften.
Under 1800-talets kolera- och nervfeberepidemier fick teorin renässans och fram till seklets mitt var det den dominerade förklaringen till sjukdomar bland både gemene man och lärde av olika kategorier. Ofta användes miasmateorin för att förklara kolerans härjningar i Sverige. När Jönköping drabbades av en svår koleraepidemi 1834 angavs meteorologiska fenomen som orsak - ett rödaktigt töcken hade lägrat sig över staden några dagar innan epidemin bröt ut. Töcknet kring kolerans smittvägar skingrades dock av John Snow, som visade att ett kolerautbrott i London berodde på en förorenad vattenpump på Broad Street. Epidemin bröts när Snow avlägsnade pumphandtaget.
Det fanns emellertid både befolkningar och läkare som ända till 1800-talets slut hävdade och handlade som att epidemier berodde på miasma och det var först under senare halvan av seklet som miasmateorin helt kunde avskrivas i och med den medicinska mikrobiologins framväxt.
Homeopatins miasma-begrepp är ett sidospår och redovisas under det uppslaget.